# Mabea pulcherrima
Mabea pulcherrima là một loài thực vật có hoa trong họ Đại kích. Loài này được Müll.Arg. mô tả khoa học đầu tiên năm 1872.